# John Oxley

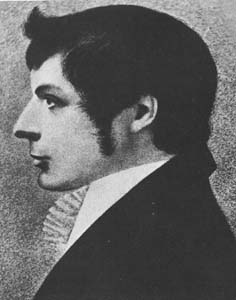
John Oxley

John Joseph William Molesworth Oxley (* 1. Januar 1785 in Kirkham Abbey, Yorkshire; † 26. Mai 1828 ebenda) war ein britischer Offizier und einer der ersten australischen Entdecker. Sein botanisches Autorenkürzel lautet J.Oxley.

## Leben
Oxley trat in die Marine ein und reiste mit dem Schiff Buffalo (engl. Büffel) nach Australien. Für kurze Zeit wurde er nach Van Diemens Land kommandiert, das man heute als Tasmanien kennt. Nach der Erfüllung dieses Auftrags kehrte er nach England zurück, bis er 1812 zum Surveyor General of New South Wales ernannt wurde. Fünf Jahre später begann seine Karriere als Entdecker.
Er führte 1817 zusammen mit dem Botaniker Allan Cunningham die Expeditionen zu den Flüssen Lachlan River und Macquarie River erfolgreich durch. Seine Entdeckungen wurden als Journals of Two Expeditions into the Interior of New South Wales, undertaken by order of the British government in the years 1817–18 (deutsch: Berichte zweier Expeditionen ins Innere von New South Wales, unternommen von der britischen Regierung in den Jahren 1817–1818) veröffentlicht.
1818 entdeckte Oxley Dubbo. Die Tagebücher seiner Erkundungen berichten, dass er sich am 12. Juni 1818 in der Region um Dubbo aufhielt. Er schrieb, dass er diesen Tag „in einem wunderschönen Land, dünn bewaldet und anscheinend sicher vor den höchsten Fluten … verbrachte“.
Im Jahre 1819 segelte Oxley in die Jervis Bay und stellte fest, dass dieser Ort für eine Besiedlung ungeeignet sei. 1823 machte er sich nordwärts entlang der Küste in dem Kutter Mermaid auf den Weg nach Port Curtis und in die Moreton Bay, um diese Regionen zu erkunden. Er setzte seine Entdeckungen in diesem Areal fort, welches heute als South East Queensland bekannt ist.
1824 entdeckte Oxley, begleitet von Cunningham, die Flüsse Brisbane River und Bremer River. Er empfahl dann dem Gouverneur das heutige Brisbane als Gelände für die Strafgefangenensiedlung in Moreton Bay, die sich seitdem zur Stadt Brisbane entwickelt hat.
Oxley war Freimaurer und Mitglied der Lodge No. 227.
Der Oxley River und der Oxley Highway in New South Wales sind nach John Oxley benannt, ebenso wie die Federal electorate of Oxley (deutsch: Bundeswählerschaft von Oxley) und die Stadtbezirke Oxley in Brisbane und Canberra. Auch der Oxley-Wild-Rivers-Nationalpark erinnert an seine Entdeckungsreisen. Die John Oxley Library (deutsch: John Oxley-Bibliothek), Teil der Staatsbibliothek von Queensland, wurde geschaffen, um Queenslands dokumentierte Geschichte verfügbar zu machen und zu bewahren.